# Davide Manca
Davide Manca (Vibo Valentia, 2 settembre 1982) è un direttore della fotografia italiano, noto per il film Et in terra pax (presentato alla 67ª Mostra internazionale d'arte cinematografica di Venezia, sezione Giornate degli autori; il film ha ottenuto una menzione speciale ai Nastri d'argento 2011).

## Biografia
È stato allievo di Oliviero Toscani e Giuseppe Rotunno, Davide Manca nel corso della sua carriera ha curato la fotografia di film, di format televisivi, videoclip, spot e cortometraggi.
Il suo primo lungometraggio è stato Et in terra pax, che ha partecipato al festival del Cinema di Venezia.
Le sue creazioni artistiche sono diventate popolari tramite le serie tv: Il cacciatore (stagioni 1, 2, 3) trasmesso su Rai 2, con la quale ha vinto il premio Pathos 2020 I delitti del Bar Lume (stagioni 2, 3, 4), la serie TV Lontano da te  e infine come ultima opera la serie TV Circeo ispirata ai fatti di cronaca accaduti in Italia nel 1975.
È stato anche direttore nella fotografia per diversi documentari, tra i più noti: Bertolucci on Bertolucci di Luca Guadagnino; Quando c'era Berlinguer di Walter Veltroni; Ridendo e Scherzando delle sorelle Scola.
Dal 2011 cura la fotografia di videoclip musicali tra cui: Alla salute di Jovanotti; Mille di Fedez, Lauro, Berti; La mia felicità di Rovazzi ed Eros Ramazzotti; Lunedì di Salmo;  Ricordami di Tommaso Paradiso.
Inoltre è ideatore e direttore artistico della rivista cartacea Fabrique du cinèma e dell'evento Fabrique Awards.

## Filmografia parziale

### Direttore della fotografia

#### Cinema
- Interferenze, regia di Alessandro Capitani e Alberto Mascia (2008)
- Et in terra pax, regia di Matteo Botrugno e Daniele Coluccini (2009)
- Spaghetti Story, regia di Lucas Pavetto (2011)
- The Perfect Husband, regia di Lucas Pavetto (2013)
- Watch Them Fall, regia di Kristoph Tassin (2013)
- Fino a qui tutto bene, regia di Roan Johnson (2013)
- Tender Eyes, regia di Alfonso Bergamo (2013)
- 2047 - Sights of Death, regia di Alessandro Capone (2014)
- Hope Lost, regia di Tommaso Agnese (2014)
- Mi chiamo Maya, regia di Tommaso Agnese (2014)
- Occhi chiusi, regia di Giuseppe Petitto (2014)
- Mon cochon et moi, regia di Frank Dobrin (2014)
- Bite, regia di Alberto Sciamma (2015)
- 2night, regia di Ivan Silvestrini (2015)
- Piuma, regia di Roan Johnson (2015)
- Deprivation, regia di Brian Skiba (2016)
- I peggiori, regia di Vincenzo Alfieri (2016)
- Il contagio, regia di Matteo Botrugno e Daniele Coluccini (2017)
- Tonno spiaggiato, regia di Matteo Martinez (2017)
- C'è tempo, regia di Walter Veltroni (2018)
- Gli uomini d'oro, regia di Vincenzo Alfieri (2018)
- Sotto il sole di Riccione, regia di YouNuts! (2019)
- Bastardi a mano armata, regia di Gabriele Albanesi (2020)
- Ai confini del male, regia di Vincenzo Alfieri (2021)
- Falla girare, regia di Giampaolo Morelli (2021)
- Falla girare 2 - Offline, regia di Giampaolo Morelli (2024)

##### Docufilm
- Bertolucci on Bertolucci, regia di Walter Veltroni (2011)
- Quando c'era Berlinguer, regia di Walter Veltroni (2013)
- I bambini sanno, regia di Walter Veltroni (2014)
- Indizi di felicità, regia di Walter Veltroni (2016)
- Pio La Torre, regia di Giuseppe Tornatore (2016)
- Pio La Torre, regia di Walter Veltroni (2022)
- Dallamericaruso - Il concerto perduto, regia di Walter Veltroni (2023)

#### Televisione
- LIB - Leave Impossible Behind, regia di Giuseppe Toia - serie TV (2012)
- Una grande famiglia - 20 anni prima, regia Ivan Silvestrini - serie TV, 6 episodi (2013)
- Under, regia di Ivan Silvestrini - serie TV (2014)
- I delitti del BarLume, regia di Roan Johnson - serie TV (2014-2016)
- Io tra 20 anni, regia di Ivan Silvestrini - serie TV (2015)
- Il cacciatore, regia di Davide Marengo - serie TV (2017-2021)
- Lontano da te, regia di Ivan Silvestrini - serie TV (2014)
- Circeo, regia di Andrea Molaioli - miniserie TV (2022)
- Un'estate fa, regia di Davide Marengo e Marta Savina – miniserie TV (2023)
- Hanno ucciso l'Uomo Ragno - La leggendaria storia degli 883 – serie TV (2024)

#### Videoclip
- Vorrei ma non posto di Fedez J-Ax (2016)
- Lunedì di Salmo (2019)
- Mille di Fedez Achille Lauro Orietta Berti (2021)
- Alla salute di Jovanotti (2022)

## Riconoscimenti
Festival Inventa un film
- 2013 - Miglior fotografia per il cortometraggio Zini e Ami

Videocorto Nettuno
- 2013 - Miglior fotografia per il cortometraggio Il ritorno
- 2013 - Miglior Fotografia per il cortometraggio Ehi muso giallo

Etna Comics
- 2016 - Miglior Fotografia per il cortometraggio Il lato oscuro

Premio Gianni Di Venanzo
- 2015 - Miglior giovane direttore della fotografia

Pathos Awards
- 2020 - Miglior fotografia di serie per Il cacciatore 2

Premio internazionale Francesco Misiano
- 2022 - A Davide Manca

Festival della restanza
- 2022 - Premio Talenti del cinema